# Poklek pri Podsredi
Poklek pri Podsredi este o localitate din comuna Kozje, Slovenia, cu o populație de 119 locuitori.